# Rade (Schwanewede)
Rade  ist ein Ortsteil der Gemeinde Schwanewede im Landkreis Osterholz in Niedersachsen. Zum Ortsteil gehört die Halbinsel Fährplate.

## Geografische Lage
Rade hat eine Fläche von ca. 22 km² und liegt durchschnittlich 2 Meter über NHN. Nur die Deiche zur Weser sind deutlich höher. Die Sturmfluten von 1570 und 1685 zerstörten das Dorf.
Die Weser führte ursprünglich sehr viel dichter am Ort vorbei. Erst durch die Weserkorrektion wurde das Fahrrinne so verlagert, dass jetzt die Insel Harriersand zwischen Rade und der Weser liegt. Zu Rade gehört die Halbinsel Fährplate.

## Geschichte
Rade ist historisch das älteste Dorf der Osterstader Marsch. Es wurde erstmals um 1100 urkundlich erwähnt.
Rade gehörte ursprünglich zum Amt Hagen, kam dann aber 1885 zum Amt Blumenthal. 1966 wurde Rade in die Samtgemeinde Neuenkirchen einbezogen.
Am 1. März 1974 wurde Rade in die Gemeinde Schwanewede eingegliedert.

## Verkehr

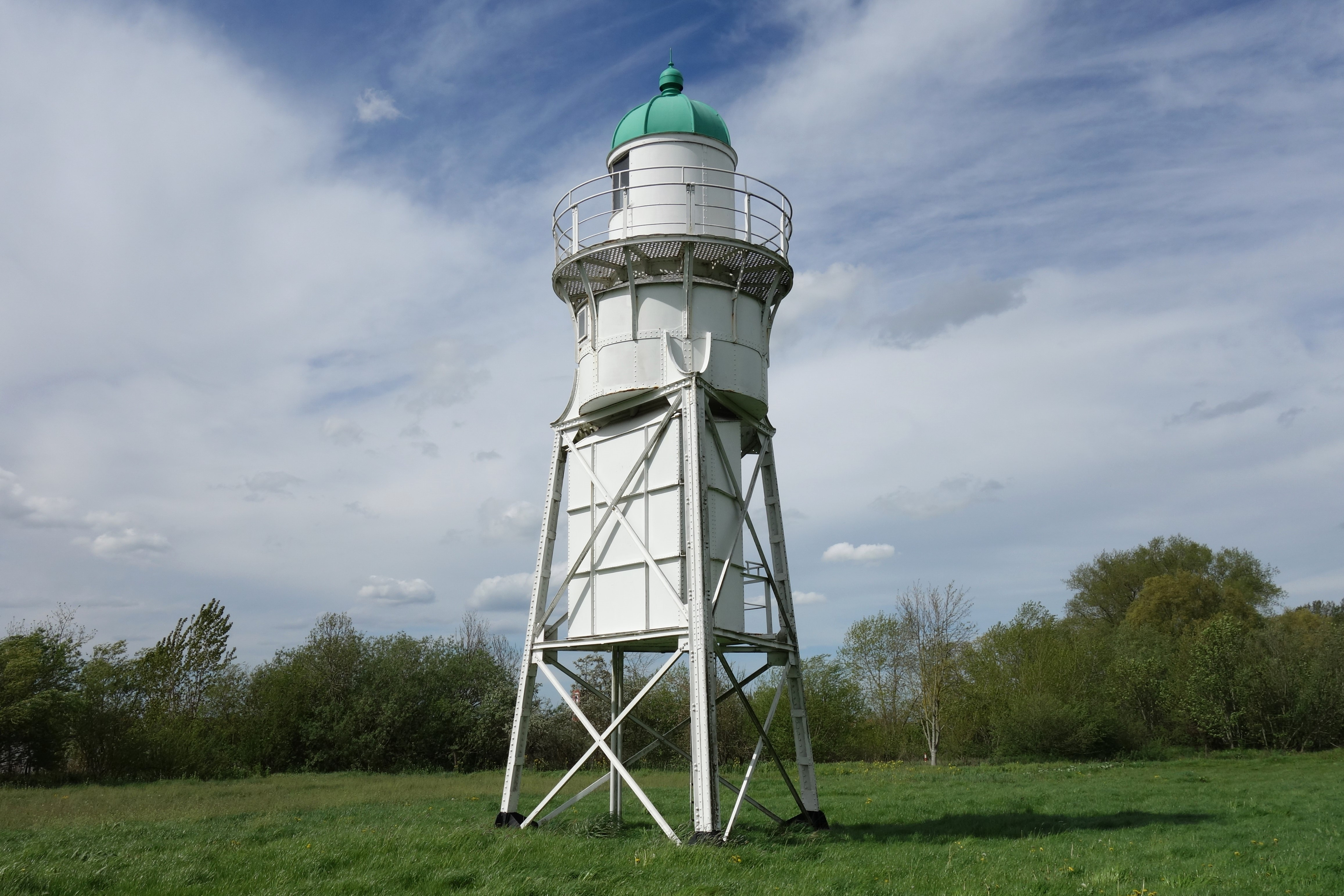
Unterfeuer Harriersand

Die Dorfstraße wurde 1840 ausgebaut. Einen Eisenbahnanschluss gab es zwischen 1911 und 1931 mit der Niederweserbahn von Farge über Wulsdorf nach Wesermünde, dem heutigen Bremerhaven. Heute beschränkt sich der ÖPNV auf eine Busverbindung des Verkehrsverbundes Bremen/Niedersachsen (VBN) nach Neuenkirchen (Linie 650) und eine direkt nach Schwanewede und Harriersand (Linie 643 mit Fähranschluss nach Brake).
An der Unterweser stehen denkmalgeschützt vier Leuchtfeuer in Rade von 1897/98 als Richtfeuer.